# Jamestown Exposition
Jamestown Exposition (Jamestown Tercentennial Exposition) — международная выставка в ознаменование 300-летия основания Джеймстауна в колонии Виргиния проходившая в Норфолке в Хэмптон-Роудс на территории полуострова Сьюэллс-Пойнт.
В 1975 году двадцать оставшихся выставочных зданий были включены в Национальный реестр исторических мест США.

## История
В начале XX века, когда приближалось трехсотлетие основания Джеймстауна (в Виргинской колонии в 1607 году), в Норфолке началась кампания по проведению в городе выставки. В 1900 году ассоциация Association for the Preservation of Virginia Antiquities, созданная годом ранее, поддержала это начинание.
На этапе планирования выставки практически никто не считал что собственно Джеймстаун будет подходящим местом для проведения выставки, так как он был достаточно изолированным городом (рядом с ним не было железных дорог), в котором не было сооружений, чтобы справляться с большими количеством посетителей, а сам форт Джеймстаун давным-давно был поглощен рекой Джеймс. Многие жители штата Виргиния полагали, что в качестве места празднования будет Ричмонд — столица штата Виргиния.
4 февраля 1901 года некто Джеймс М. Томсон начал кампанию Dispatch по празднованию юбилея и проведению выставки в Норфолке. В сентябре этого же года городской совет Норфолка поддержал проект, и в декабре сто видных жителей Хэмптон-Роудс отправились в Ричмонд, чтобы предложить Норфолк как место проведения выставки. В 1902 году была зарегистрирована компания Jamestown Exposition Co., президентом которой был назначен бывший губернатор Виргинии Фицхью Ли, племянник генерала Роберта Э. Ли — самый популярный человек в Виргинии.
Международную экспозицию решили развернуть в Сьюэллс-Пойнт, расстояние до полуострова было почти одинаково от городов Норфолк, Портсмут, Ньюпорт-Ньюс и Хэмптон. Хотя до него в тот момент было трудно добраться по суше, но очень удобно по воде, что в конечном итоге оказалось большим преимуществом. На полуостров началось строительство железной дороги, на берегу возводились новые причалы, создавалась инфраструктура для приёма большого количества людей.
Плохая погода несколько замедлила строительство; ещё одной серьёзной проблемой стала смерть Фицхью Ли в 1905 году во время путешествия по Новой Англии, которое он проводил для стимулирования населения к готовящемуся празднованию. Его сменил Генри Такер, бывший конгрессмен. Исполнительным директором был назначен бизнесмен из Норфолка Дэвид Ловенберг ( David Lowenberg).

## Деятельность

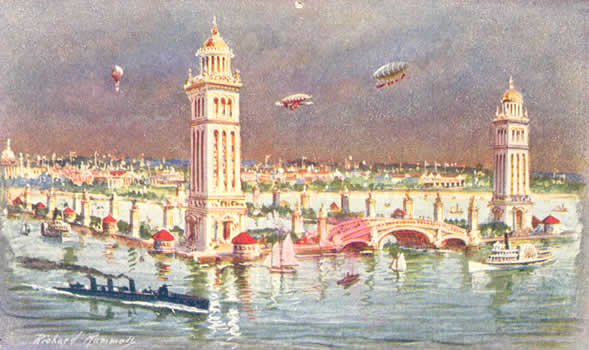
Jamestown Exposition − почтовая открытка 1907 года

Выставка открылась 26 апреля 1907 года, ровно через 300 лет после того, как адмирал Кристофер Ньюпорт и руководимая им группа английских колонистов совершили свою первую высадку в Виргинии. Первый день выставки был непростым, так как из тридцати восьми основных сооружений, которые были запланированы, к открытию были завершены только четырнадцать.
В числе видных посетителей был президент Теодор Рузвельт, открывший экспозицию и руководивший военно-морским смотром. На выставке были представлены: рельефная модель Панамского канала, шоу диких животных и Wild West show, воссоздано недавно случившееся землетрясение в Сан-Франциско. Одной из самых посещаемых достопримечательностью стало воссоздание битвы на Хэмптонском рейде — первого сражения с двумя бронированными военными кораблями USS Monitor и CSS Virginia. На выставке были показаны макеты железных дорого этого региона. Представленный на ней электродвигатель железной дороги New York Central Railroad был частью проекта модернизации Центрального вокзала Нью-Йорка.
В честь выставки Jamestown Exposition Почта США выпустила серию из трех памятных марок, посвященных 300-летию основания Джеймстауна: марка номиналом в 1 цент изображает капитана Джона Смита, номиналом в 2 цента — высадку капитана Смита и колонистов в Чесапикском заливе, а в 5 центов изображает индейскую принцессу Покахонтас..
Выставка закрылась 1 декабря 1907 года из-за финансового провала, потеряв несколько миллионов долларов. Посещаемость составила 3 миллиона человек, что составило небольшую часть от числа, обещанного организаторами. Почти все известные конгрессмены и сенаторы посетили выставку, а военные ВМФ США призвали переделать выставочную площадку под военно-морскую базу, чтобы использовать уже имеющуюся инфраструктуру. Через десть лет, в связи с начавшейся Первой мировой войной, эта идея стала реальностью. А 28 июня 1917 года президент Вудро Вильсон выделил 2,8 миллиона долларов на покупку земли и возведение складов для создающейся военно-морской базы. Некоторые из экспозиционных зданий, которые были переданы военно-морскому флоту, по-прежнему используются.